# Norman Robert Pogson
| Asteroides descobertos: 8 | Asteroides descobertos: 8 |
| ------------------------- | ------------------------- |
| 42 Isis                   | 23 de maio de 1856        |
| 43 Ariadne                | 15 de abril de 1857       |
| 46 Hestia                 | 16 de agosto de 1857      |
| 67 Asia                   | 17 de abril de 1861       |
| 80 Sappho                 | 2 de maio de 1864         |
| 87 Sylvia                 | 16 de maio de 1866        |
| 107 Camilla               | 17 de novembro de 1868    |
| 245 Vera                  | 6 de fevereiro de 1885    |

Norman Robert Pogson (Nottingham, 23 de março de 1829 — 23 de junho de 1891) foi um astrônomo inglês. 
Com 18 anos Pogson já havia calculado a órbita de dois cometas. Em 1851 começou a trabalhar no Observatório Radcliffe de Oxford e em 1860 mudou-se para Madras (Índia) onde desempenhou o cargo de astrônomo do governo e dirigiu o Observatório de Madras até sua morte.
Sua maior contribuição para a astronomia foi observar que no sistema de expressar a magnitude aparente das estrelas proposto por Hiparco, as estrelas de primeira magnitude são ao redor de cem vezes mais brilhantes que as de sexta magnitude. Em 1856 propôs adotar este sistema em que cada decréscimo na escala de magnitude aparente representa uma redução do brilho igual a raiz quinta de 100 (≈ 2.512), constante denominada razão de Pogson.
Pogson foi membro da Royal Astronomical Society (Inglaterra) e publicou muitos trabalhos sobre estrelas variáveis e asteróides em revistas especializadas em astronomia.